# Territori d'Illinois
El Territori d'Illinois va ser un territori organitzat incorporat als Estats Units que va existir de l'1 de març de 1809 al 3 de desembre de 1818, quan la porció meridional del territori va ser admesa a la Unió com l'Estat d'Illinois. La seva capital era l'antiga ciutat francesa de Kaskaskia.
L'àrea havia estat anteriorment coneguda com a País d'Illinois estant sota el control francès, primer com a part del Canadà francès i posteriorment la seva part meridional com a part de la Louisiana francesa. Els britànics van guanyar autoritat sobre la regió a l'est del riu Mississipi amb el Tractat de París (1763), posant fi a la Guerra Franco-Índia.
Durant la Guerra de la Independència dels Estats Units (1775-1783) el coronel George Rogers Clark va prendre possessió de la regió en favor de la Colònia de Virgínia, que va establir el Comtat d'Illinois per a poder governar l'àrea. L'any següent Virgínia va cedir al govern federal dels Estats Units quasi totes les seves terres reclamades, al nord del riu Ohio. L'àrea va esdevenir llavors part del Northwest Territory (el territori al nord-oest del riu Ohio), entre els anys 1787 i 1800, i després part del Territori d'Indiana. El 3 de febrer de 1809 el Congrés dels Estats Units va aprovar la legislació que establia el Territori d'Illinois, després que rebés peticions per part de residents d'aquest territori queixant-se de les dificultats per participar en assumptes territorials a Indiana.
Les seves fronteres originalment incloïen les terres que amb el temps van ser els estats d'Illinois, Wisconsin, la part oriental de Minnesota, i la part occidental de la península superior de Michigan. Amb l'admissió d'Illinois com a estat la resta del Territori d'Illinois es va unir al Territori de Michigan.